# Trapelacucha
Un trapelacucha (en mapudungun trapelakucha significa "aguja prendedora") es un adorno pectoral tradicionalmente utilizado por las mujeres mapuches, fabricado en plata por orfebres indígenas.
Se compone de una serie de placas de plata unidas por eslabones del mismo metal y rematadas en la parte inferior por una cruz que puede llevar otras piezas colgantes, sean monedas, cruces más pequeñas, u otras figuras distintas

Esquema del trapelacucha llamado prenteor en lengua mapuche.

En idioma español también se designa con este nombre a otras dos joyas que en mapudungun reciben el nombre de sikill y de prenteor (< esp. "prendedor"). La primera está formada por series de placas y eslabones que terminan en un colgante en forma de cruz. La segunda es uno de los pectorales mapuches más conocidos, y está formada por un cuerpo principal que representa un águila bicéfala, tres series de eslabones y un cuerpo inferior semitriangular con pequeños motivos colgantes, los cuales pueden ser círculos, cruces, figuras humanas u otros.

Escudo de la région de la Araucanía con el Trapelacucha

Bandera de la région de la Araucanía con el Trapelacucha